# Klausenturm
Der Klausenturm ist ein 46 m hoher Aussichtsturm im Fichtelgebirge. Er steht auf dem westsüdwestlich von Mehlmeisel gelegenen 835 m ü. NHN hohen Klausenberg im oberfränkischen Landkreis Bayreuth.

## Historie und Beschaffenheit

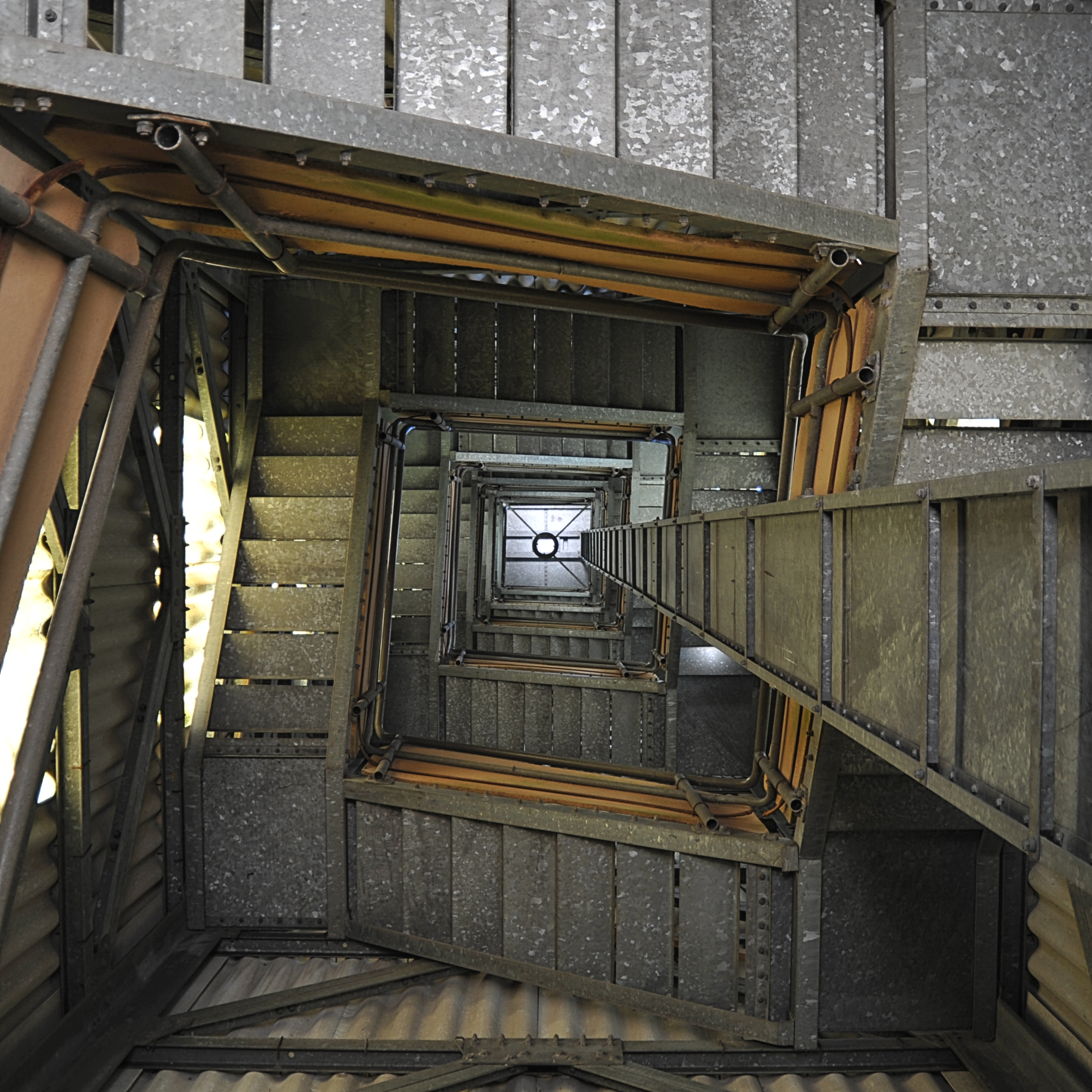
Treppenhaus des Klausenturms mit 177 Stufen, Blick von unten

Der Turm wurde 1969/70 als Fernsehumsetzer errichtet. Die über 177 Stufen zu erreichende Aussichtsplattform bietet gute Rundumsicht auf die Berge des Fichtelgebirges wie Ochsenkopf, Schneeberg und Kösseine.
Der Turm ist über einen Waldweg bequem vom 350 Meter südöstlich gelegenen Bayreuther Haus (Parkplatz) beim Wildpark Waldhaus Mehlmeisel aus erreichbar.